# Euxoa akschehirensis
Euxoa akschehirensis là một loài bướm đêm trong họ Noctuidae.